# Montanhas Bale
As Montanhas Bale (também conhecidas como Montanhas Urgoma) são uma série de montanhas na região de Oromia, sudeste da Etiópia, sul do rio Awash. Elas incluem o Monte Tullu Dimtu, a segunda montanha mais alta da Etiópia (4 377 metros) e o Monte Batu (4 307 metros). O rio Weyib, um afluente do rio Juba, nasce nestas montanhas a leste da cidade de Goba. O Parque Nacional das Montanhas Bale cobre 2 200 km² destas montanhas.
O maior grupo de lobos etíopes são encontrados aqui.